# Chiesa di Sant'Angelo (Foggia)
La chiesa di Sant'Angelo è stata una chiesa di Foggia, demolita nel 1929.
La chiesa era risalente al secolo XII e divenne Vicaria Curata autonoma verso la fine del XVI secolo. All'interno era a forma ellittica, aveva tre altari, quello maggiore e marmoreo dedicato a San Michele Arcangelo, quelli più piccoli e di pietra dedicati a Santa Lucia e a San Donato. L'altare maggiore fu spostato nella Chiesa di San Giovanni di Dio, a causa della demolizione.
Giuridicamente la parrocchia continuò nella nuova chiesa di San Michele Arcangelo il cui edificio venne costruito tra il 1935 e il 1936. Fino all'inaugurazione della nuova chiesa la parrocchia ebbe sede provvisoria presso la chiesa di Sant'Agostino. La nuova chiesa fu ampliata tra il 1986 e il 1989.